# Port lotniczy Nsoko
Port lotniczy Nsoko (ang. Nsoko Airfield, ICAO: FDNS) – port lotniczy położony w pobliżu Nsoko (Eswatini).